# Айдар Закиров
Айдар Закиров е руски вокалист и китарист от татарски произход. През 2004 година е един от основателите на татарската фолк рок/фолк метъл група Барадж. Използва псевдонима Djonathan. Още с основаването на групата, заедно с китариста Рустем Шагитов (Жора) наблягат над прабългарската култура, и я отразяват в рок и метъл стила. През 2007 година в интервю заявява, че стилът на групата е „Прабългарски фолк метъл“.